# 卢卡斯·西索尔
卢卡斯·西索尔（Lucas Sithole，1986年9月30日—），南非男子轮椅网球运动员，分级为四肢残疾组。他在2024年巴黎残奥会上与唐纳德·兰帕迪搭档赢得了四肢组双打铜牌，这是非洲大陆首枚轮椅网球奖牌。西索尔是2013年美国网球公开赛轮椅网球四肢组冠军。他还与戴维·瓦格纳搭档赢得了2016年澳大利亚网球公开赛轮椅网球四肢组双打大满贯冠军。 

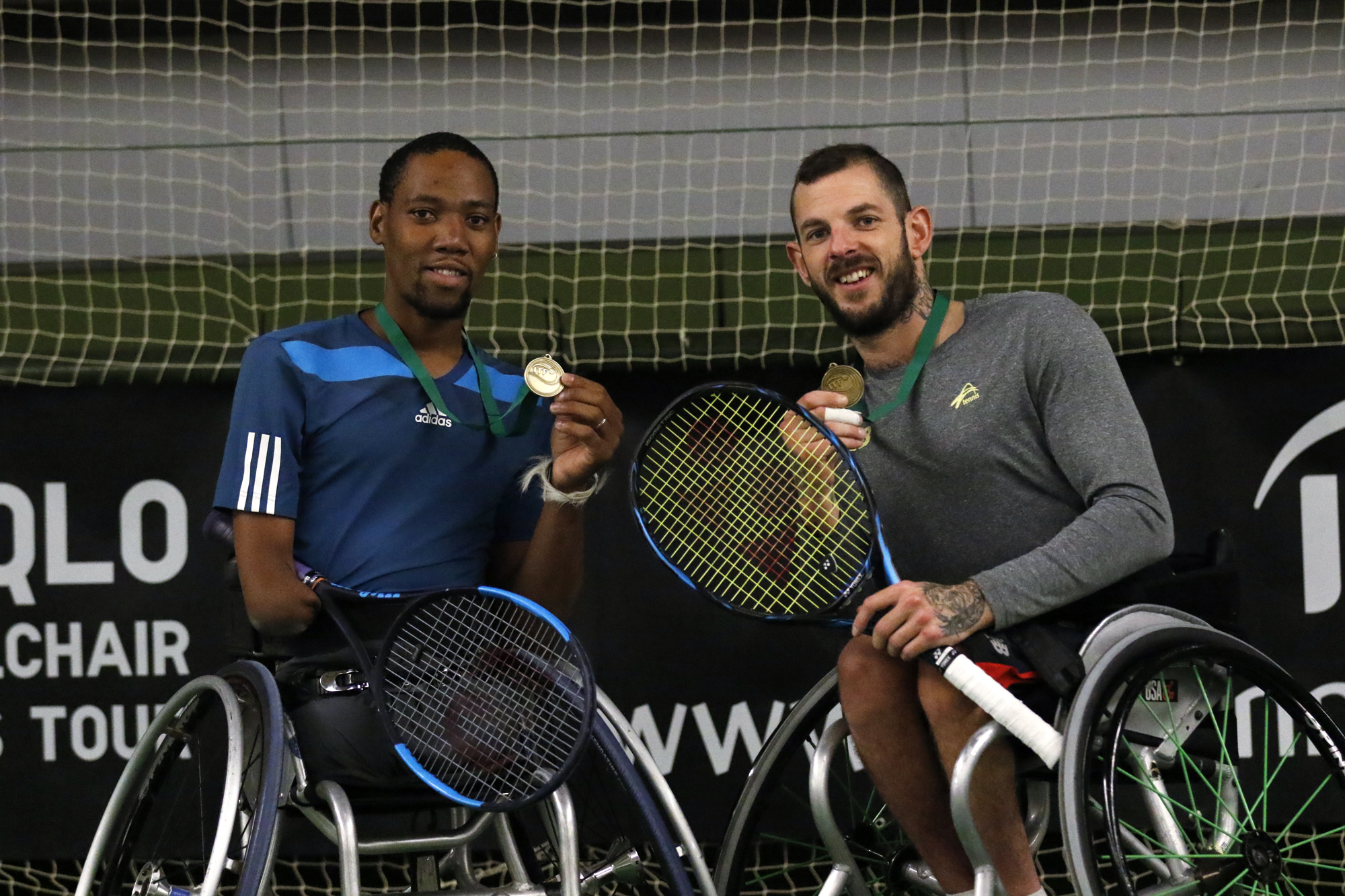
西索尔和希瑟·戴维森在2017年优衣库轮椅网球双打大师赛

卢卡斯·西托尔于2006年开始参加国际轮椅网球赛事。由于错过了某些反兴奋剂测试，西索尔在2019年9月30日至2021年9月30日期间被停赛。
西索尔是第一位赢得轮椅网球超级系列赛或大满贯的非洲球员。
西索尔是夸祖魯-納塔爾省人。1998年，他在一次火车事故后成为三重截肢者。